# Birce Akalay

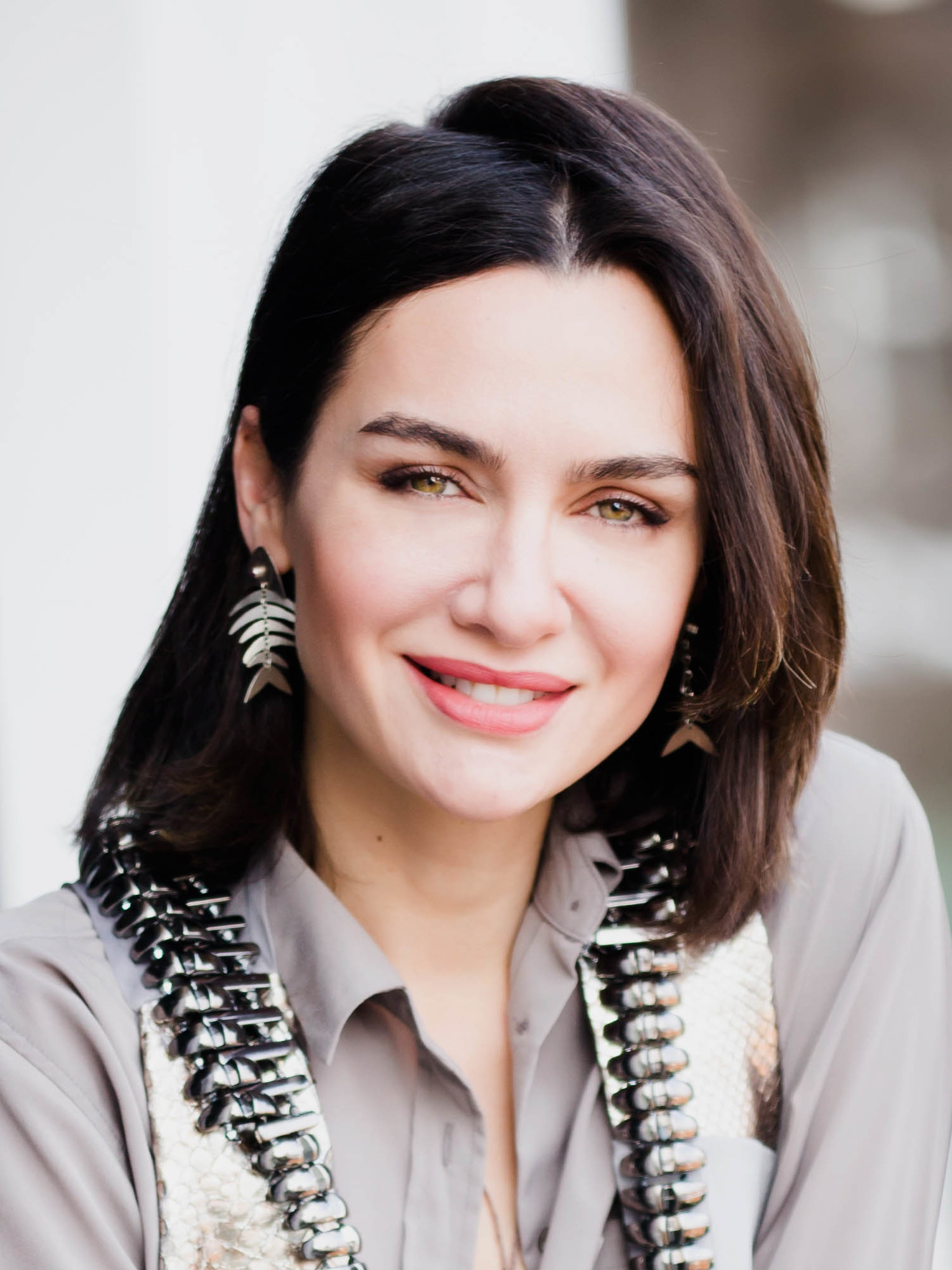
Birce Akalay, 2020

Birce Akalay (* 19. Juni 1984 in Istanbul) ist eine türkische Schauspielerin.

## Leben und Karriere
Akalay wurde am 19. Juni 1984 in Istanbul geboren. Sie studierte an der Haliç Üniversitesi. 2004 nahm sie an der Wahl zur Miss Turkey teil und belegte den 3. Platz. Anschließend vertrat sie ihr Land bei der Wahl zur Miss Europe. Ihr Debüt gab sie 2007 in der Fernsehserie Asi. Anschließend bekam sie in dem Film Son Ders: Aşk ve Üniversite die Hauptrolle. Im selben Jahr wurde sie für die Serie Senin Uğruna gecastet.
Danach spielte sie in den Serien Alayına İsyan und Kış Masalı eine Nebenrolle. Ihren Durchbruch hatte Akalay 2010 in Yer Gök Aşk. 2013 trat sie in Ben Onu Çok Sevdim  auf. Von 2014 bis 2015 war sie in Küçük Ağa zu sehen. Ihre nächste Hauptrolle bekam sie 2018 in Ağlama Anne. In der Zwischenzeit begann sie, als Dozentin an der Theaterabteilung der Haliç Üniversitesi zu unterrichten, und nahm als Chefjurorin am Musikprogramm „Benimle Söyle“ teil. Danach setzte sie ihre Karriere in der Serie Babil fort. Ihr Cousin Barış Murat Yağcı ist ebenfalls Schauspieler.

## Filmografie
Filme
- 2008: Son Ders: Aşk ve Üniversite
- 2009: Sizi Seviyorum
- 2009: Nefes: Vatan Sağolsun
- 2013: Re-Era
- 2016: Deliormanlı
- 2021: Son Yaz
- 2023: Bir Derdim Var

Serien
- 2008: Asi
- 2007: Kader
- 2007: Senin Uğruna
- 2009: Alayına İsyan
- 2009: Kış Masalı
- 2010–2012: Yer Gök Aşk
- 2013: Ben Onu Çok Sevdim
- 2014–2015: Küçük Ağa
- 2015–2016: Evli ve Öfkeli
- 2017–2018: Siyah Beyaz Aşk
- 2018: Ağlama Anne
- 2020: Babil
- seit 2022: Der Vogel und die Löwin
- seit 2022: Mezarlık – Der Friedhof

## Auszeichnungen

### Gewonnen
- 2017: Barrier-Free Life Foundation 8th Bests of the Year Awards in der Kategorie „Beste Theaterschauspielerin“[6]
- 2019: Okan Universitesi Bests of the Year Awards in der Kategorie „Beste Serienschauspielerin“[7]
- 2019: 2nd Best of Rumeli Awards in der Kategorie „Beste Schauspielerin“[8]
- 2022: 6th Distinctive International Arab Festivals Awards in der Kategorie „Beste Schauspielerin des Jahres“[9]

### Nominiert
- 2018: Altın Kelebek Award in der Kategorie „Beste Schauspielerin“[10]